# Frontera de alambre (Libia)
La frontera de alambre era una valla de alambre de púas de 271 km de largo en Libia italiana, levantada a lo largo de la frontera con Egipto, desde El Ramleh en el golfo de Sollum (entre Bardia y Sollum) al sur hasta Giarabub y paralela al meridiano 25 este, además de las fronteras con Egipto y Sudán. La frontera de alambre y la serie de fuertes anexos fueron construidos por los italianos durante la Segunda guerra ítalo-sanusí (1923-1931), como un sistema defensivo para contener el tránsito de los sanusíes, quienes cruzaban desde Egipto durante su resistencia ante la colonización italiana. Desde la entrada de Italia a la guerra el 10 de junio de 1940 y hasta finales de 1942, fue el escenario de enfrentamientos entre las fuerzas italianas, británicas y alemanas que iban y venían a través de la frontera.   

## Trasfondo
En 1929, Benito Mussolini continuó la Riconquista de Libia durante la segunda guerra ítalo-sanusí (1921-1931). La frontera de alambre fue construida por el Regio Esercito, al mando del General Rodolfo Graziani, a inicios de la década de 1930 como un medio para reprimir la resistencia sanusí contra la colonización italiana, dificultando el movimiento de guerrilleros sanusíes y pertrechos desde Egipto. La frontera de alambre estaba compuesta por cuatro hileras de varillas con una altura de 1,70 m, montadas en bases de concreto y unidas con alambre de púas a lo largo de 320 km, desde El Ramleh en el golfo de Sollum, pasando Fuerte Capuzzo hasta Sidi Omar, después hacia el sur y ligeramente al oeste del meridiano 25 este, la frontera con Egipto y la frontera con Sudán. A lo largo de la frontera de alambre se construyeron tres grandes fuertes en Amseat (Fuerte Capuzzo), Scegga (Fuerte Maddalena) y Giarabub, así como seis más pequeños en El Ramleh (golfo de Sollum), Sidi Omar, Sceferzen, Vescechet, Garn ul Grein y El Aamara. Poco después de la construcción de la frontera de alambre, las autoridades coloniales italianas deportaron a los habitantes del Jebel Akhdar para eliminar el apoyo local a los rebeldes. Más de 100.000 personas fueron encerradas en los campos de concentración de Suluq y El Agheila, donde hasta un tercio de la población de la Cirenaica murió a causa del hambre y las enfermedades. Omar Al-Mukhtar fue capturado y ejecutado en 1931, provocando el cese gradual de la resistencia, excepto por parte de los seguidores del jeque Idris, emir de la Cirenaica, que se exilió en Egipto. La frontera de alambre era patrullada desde los fuertes con aviones y automóviles blindados, así como por soldados italianos y guardias de frontera que atacaban a cualquiera que veían en la zona de frontera.

## Preludio

### Escaramuzas fronterizas

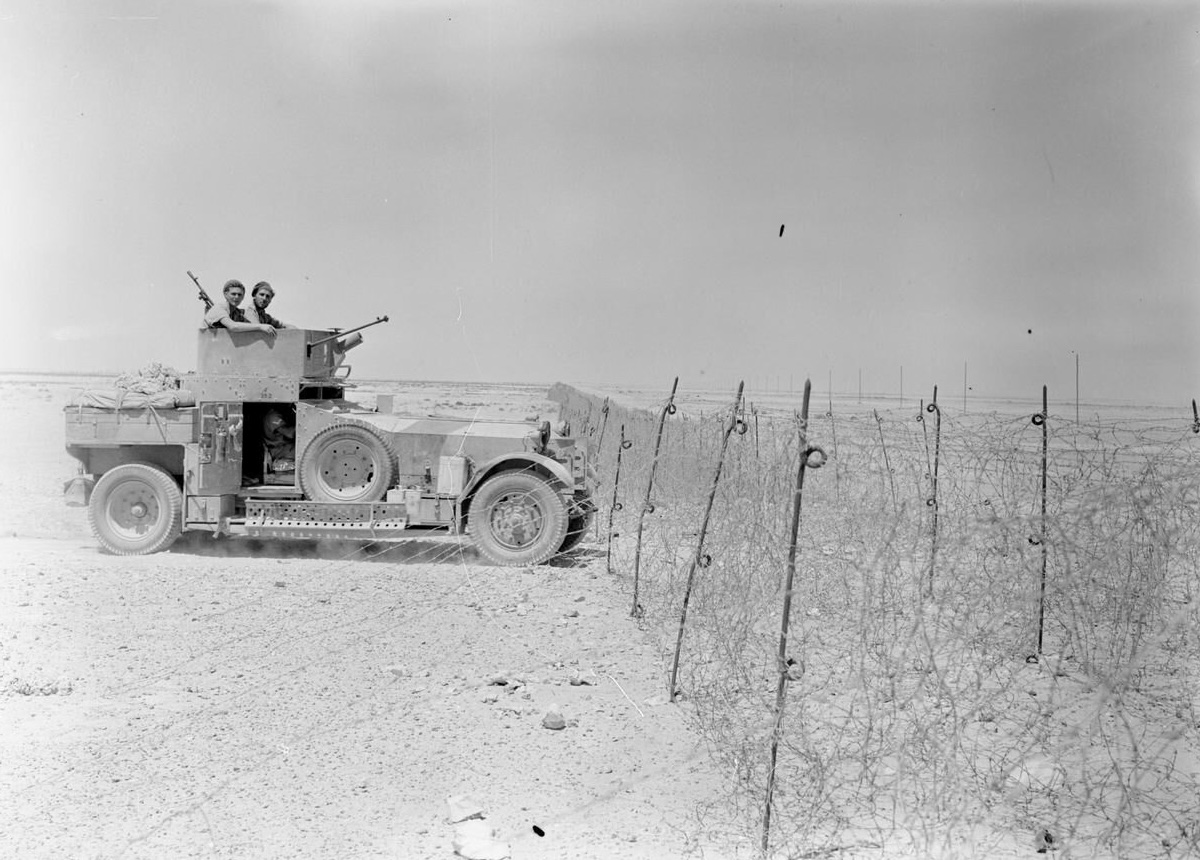
Un automóvil blindado Rolls-Royce delante de la alambrada en la frontera Libia-Egipto, 26 de julio de 1940.

Las patrullas británicas se acercaron a la frontera de alambre el 11 de junio de 1940 y empezaron a dominar el área, acosando a las guarniciones de los fuertes fronterizos y realizando emboscadas a lo largo de la Via Litoranea Libica (rebautizada en 1940 como Via Balbia) y las sendas que iban tierra adentro. Algunas tropas italianas no estaban informadas de la declaración de guerra y durante el día fueron capturados 75 soldados en la senda que va hacia Sidi Omar. Las patrullas británicas abarcaban la Via Litoranea Libica en el norte, entre Bardia y Tobruk, Bir el Gubi al oeste y Giarabub al sur. Entonces llegaron refuerzos italianos a la frontera, que empezaron a reconocer el área, mejoraron las defensas fronterizas y recapturaron el Fuerte Capuzzo. El 13 de agosto, las incursiones británicas fueron detenidas para efectuar el mantenimiento de los vehículos y la 7ª División Blindada se ocupó de observar la frontera de alambre a lo largo de 97 km, desde Sollum hasta el Fuerte Maddalena al sur, además de estar preparada para combatir en acciones de retraso ante un avance italiano.

#### Fuerte Capuzzo

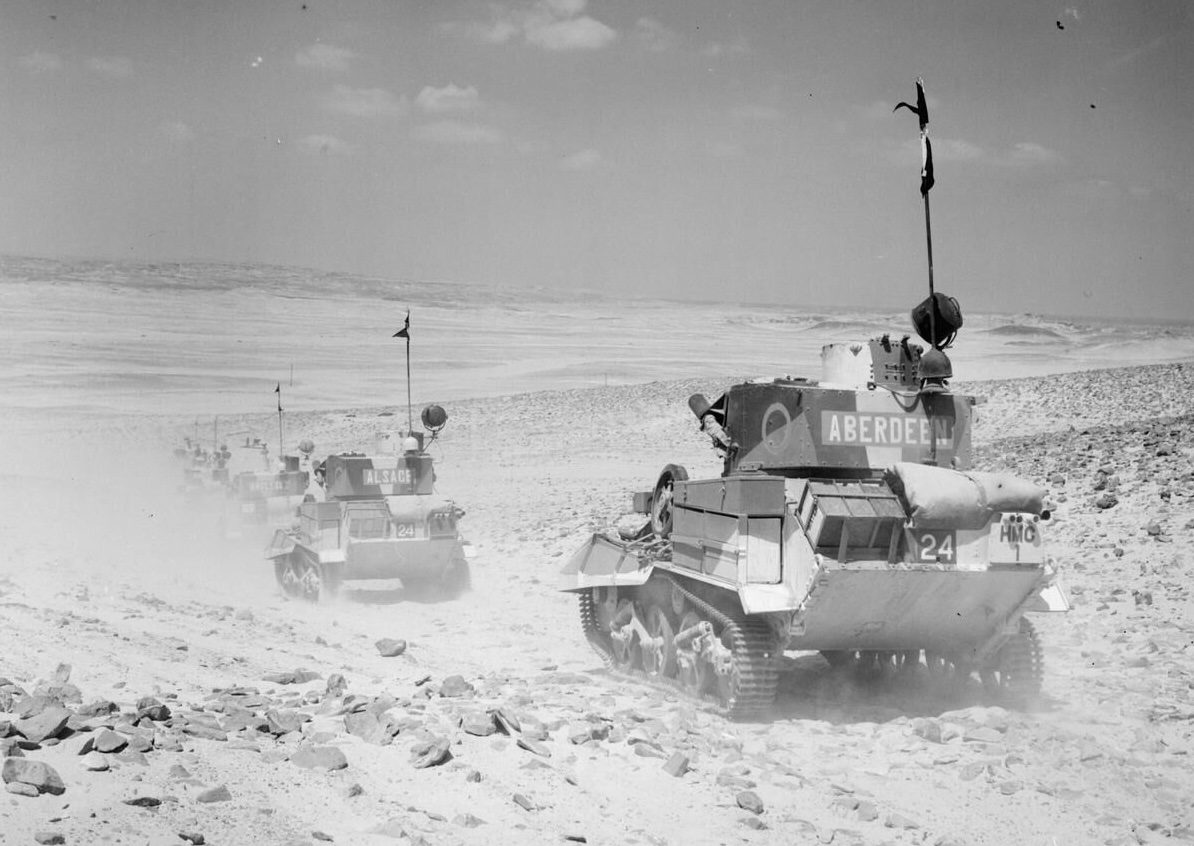
Tanques ligeros Mk VI avanzando en el desierto, 1940 (E443.2).

Fuerte Capuzzo (Ridotta Capuzzo en italiano) era uno de los fuertes construidos cerca de la frontera con Egipto y la frontera de alambre, formando parte de un sistema de control fronterizo construido a inicios de la década de 1930. La Via Litoranea Libica iba al sur desde Bardia hasta Fuerte Capuzzo, a 13 km al oeste del puerto de Sollum en Egipto, luego al este a través de la frontera y bajando a la costa por el escarpamento. El fuerte fue construido con cuatro murallas almenadas de piedra que rodeaban un patio, con las habitaciones adosadas a estas. Una senda empezaba en el fuerte e iba hacia el sur, al oeste de la frontera de alambre y la frontera, en dirección a Sidi Omar, Fuerte Maddalena y Giarabub. El 14 de junio, cuatro días después que Italia declarase la guerra a Inglaterra, el 7° Regimiento de Húsares, elementos del 1.er Real Regimiento de Tanques, los Gloster Gladiator del Escuadrón N.º 33 de la RAF y los Bristol Blenheim del Escuadrón N.º 211 de la RAF capturaron Fuerte Capuzzo, mientras que el 11° Regimiento de Húsares capturaba el Fuerte Maddalena a unos 60 km al sur.
Debido a la falta de tropas y equipos, el fuerte no fue ocupado por mucho tiempo, pero los equipos de demolición lo visitaban cada noche para destruir los depósitos de munición y los vehículos italianos. Los italianos reocuparon Fuerte Capuzzo y lo defendieron con parte de la 2ª División de Camisas Negras (28 de octubre), al mando del Teniente general (Luogotenente Generale) Francesco Argentino. El 29 de junio, el Grupo Maletti repelió a los tanques británicos con su artillería y después derrotó un ataque nocturno. Durante las escaramuzas fronterizas que tuvieron lugar entre el 11 de junio y el 11 de septiembre, los británicos afirmaron haber infligido 3.500 bajas y solo haber tenido 150 bajas. El 16 de diciembre, durante la Operación Compass (9 de diciembre de 1940-9 de febrero de 1941), la 4ª Brigada Blindada de la Fuerza del Desierto Occidental capturó Sidi Omar y los italianos se retiraron de Sollum, Fuerte Capuzzo y los demás fuertes fronterizos. El Depósito de Pertrechos de Campaña Número 9 fue instalado en el fuerte para la 7ª División Blindada.

#### Sidi Omar

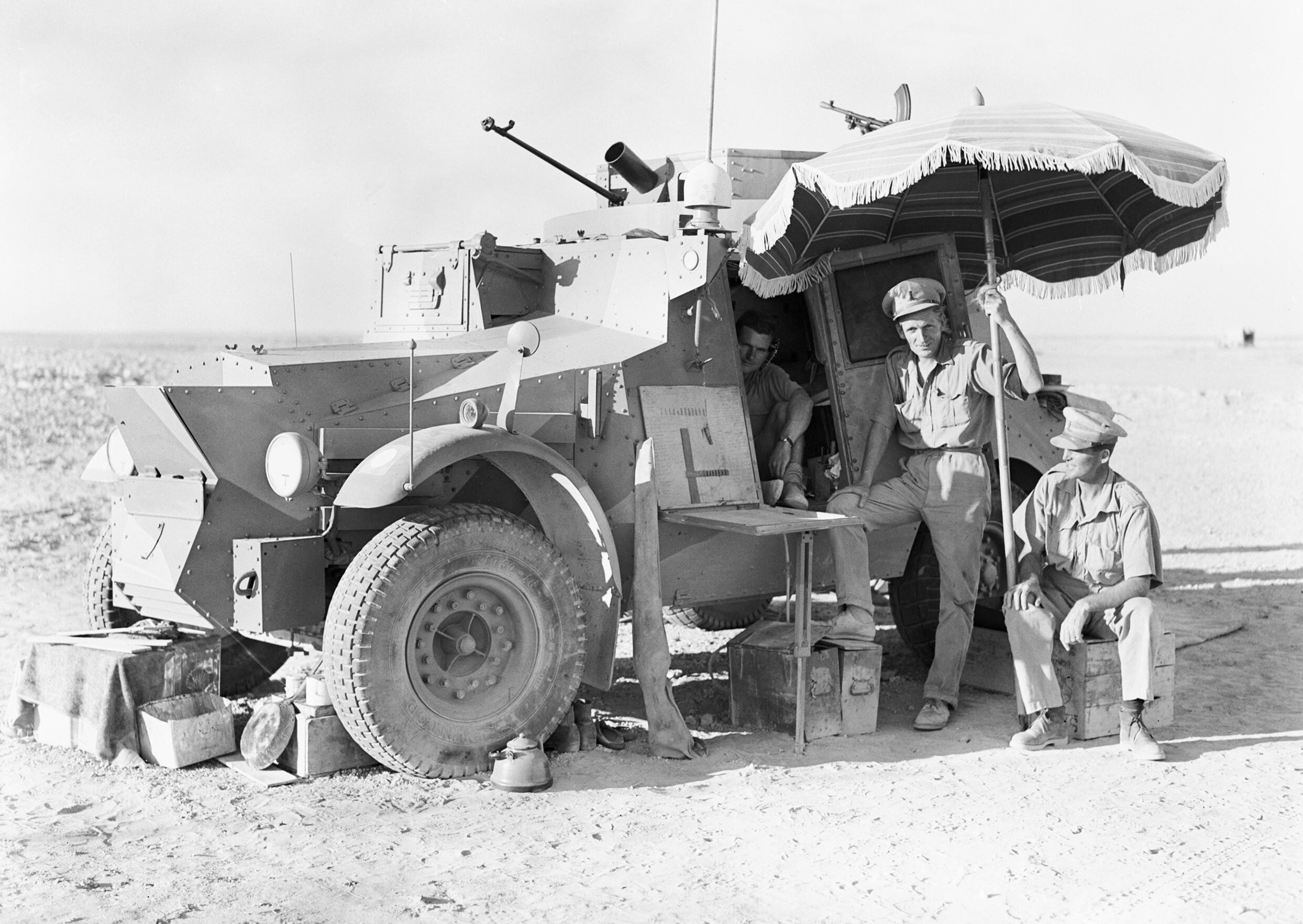
Oficiales del 11° Regimiento de Húsares con un automóvil blindado Morris CS9, descansando bajo una sombrilla, 26 de julio de 1940.

El campamento fortificado de Sidi Omar estaba rodeado por alambre de púas, trincheras y campos de minas. El 11 de junio de 1940, los automóviles blindados Rolls-Royce y Morris CS9 del 11° Regimiento de Húsares se acercaron a la frontera de alambre, la cruzaron durante la noche e intercambiaron disparos con la guarnición de Sidi Omar. Sidi Omar fue capturado el 16 de diciembre, durante la Operación Compass, por el 7° Regimiento de Húsares, el 2° Real Regimiento de Tanques y la 4ª Brigada de la Royal Horse Artillery. Después de un bombardeo, los tanques británicos cargaron contra el fuerte, uno de estos atravesó la muralla y cuando entró otro tanque a través del agujero, la guarnición empezó a rendirse. Los italianos habían concentrado su artillería y ametralladoras en la muralla oriental, que daba a Egipto, siendo tomados por sorpresa con un ataque desde el oeste. La caída del fuerte despejó el camino para que los británicos pudiesen enviar refuerzos y suministros a las fuerzas más al norte en la costa, libres de la posibilidad de un ataque desde el flanco terrestre.

#### Nezuet Ghirba
El 16 de junio de 1940, dos días después de la caída de Fuerte Capuzzo y Fuerte Maddalena y seis días después de la declaración de guerra de Italia, el 10° Ejército formó el Grupo D'Avanzo (Raggruppamento D'Avanzo) al mando del coronel Lorenzo D’Avanzo. Este tenía órdenes de detener las incursiones británicas a través de la frontera de alambre cerca de Fuerte Capuzzo. El grupo estaba compuesto por un batallón motorizado de la 1ª División Libia Sibille, la 3ª Compañía del IX Batallón de Tanques Ligeros con 16 tanquetas L3/33, la 17ª Batería Libia Motorizada del IV Grupo de Artillería con 4 cañones 77/28 de 76,5 mm, 400 soldados y 30 camiones. El IX Batallón de Tanques Ligeros, movilizado durante noviembre de 1939, estaba compuesto por tres compañías de tanques y al mando del capitán Rizzi. Después de la destrucción de su 3ª Compañía, el batallón fue reorganizado como dos compañías y fue destruido en enero de 1941. El Grupo D'Avanzo fue enviado desde Gabr Saleh hacia el área situada entre Sidi Omar y Fuerte Capuzzo, para eliminar a los equipos de incursión británicos. Mientras el Grupo D'Avanzo se dirigía hacia Fuerte Capuzzo en dos columnas, a las fuerzas británicas en las cercanías se les ordenó retirarse a Egipto.
Dos automóviles blindados del 11° Regimiento de Húsares atacaron la columna italiana en Nezuet Ghirba, a unos 18 km al oeste de Sidi Omar, en una planicie sin cubierta alguna a lo largo de la ruta de la columna italiana. D'Avanzo formó un cuadro defensivo, con los cuatro cañones en las esquinas, la infantería a lo largo de sus lados y las doce tanquetas L3/33 patrullando fuera de este. Los británicos reforzaron al 11° Regimiento de Húsares con los automóviles blindados del 7° Regimiento de Húsares y una fuerza mixta de tanques ligeros, un escuadrón de tanques de crucero Cruiser Mk I (A9) y una batería de artillería. Las tanquetas italianas se lanzaron al ataque delante de la artillería y la infantería, siendo puestas fuera de combate. Entonces los británicos empezaron a rondar el cuadro italiano, disparando a los camiones y a la infantería. Solo después de la segunda pasada, la artillería italiana abrió fuego. Los artilleros italianos solamente tenían proyectiles de alto poder explosivo y los británicos concentraron sus disparos sobre los cañones en cada esquina. Debido a la falta de cubierta, los artilleros italianos fueron abatidos rápidamente y después la infantería se desbandó. Los británicos destruyeron 12 tanquetas y los cuatro cañones, capturando o abatiendo a 100 de los 400 soldados italianos.

#### Fuerte Maddalena
Un escuadrón del 11° Regimiento de Húsares abrió tres brechas en la alambrada la noche del 11 de junio, derribó los postes de teléfono en el lado italiano y llevó a cabo escaramuzas alrededor del fuerte. El 13 de junio, un automóvil blindado atacó el fuerte y fue repelido por la guarnición, además de ser atacado por aviones mientras se retiraba. El 11° Regimiento de Húsares hizo un nuevo reconocimiento el 14 de junio, con parte de la 4ª Brigada Blindada lista para atacar, pero la guarnición se rindió. Los británicos capturaron 18 prisioneros y destruyeron equipos, para después dirigirse a preparar una emboscada en la Via Litoranea Libica.

#### Batalla de Giarabub
La batalla de Giarabub (hoy Al-Jaghbub) enfrentó a la Fuerza del Desierto Occidental y las tropas italianas. Después de la invasión italiana de Egipto (Operazione E), la invasión de Libia por el 10° Ejército (9-16 de septiembre de 1940), la Operación Compass (9-16 de septiembre de 1940) por parte de la Fuerza del Desierto Occidental, la batalla de Sidi Barrani y la persecución del 10° Ejército en la Cirenaica (16 de diciembre de 1940-9 de febrero de 1941), la posición fortificada italiana en el oasis de Giarabub fue sitiada por partes de la 6ª División Australiana desde diciembre de 1940 hasta el 21 de marzo de 1941.
El 6° Regimiento Comando de Caballería inició el sitio en diciembre de 1940 y aisló el oasis, dejando a la guarnición dependiente de la Regia Aeronautica para su abastecimiento. El transporte aéreo demostró ser insuficiente y el hambre hizo desertar a muchos de los soldados coloniales libios. Después de ser reforzado por el 9° Batallón Australiano y una batería de la 4ª Brigada de la Royal Horse Artillery, los australianos atacaron y capturaron Giarabub entre el 17 y el 21 de marzo de 1941. Los australianos dejaron un equipo de rescate y se retiraron del oasis al día siguiente, poco antes de la Operación Sonnenblume (24 de marzo-9 de abril), una contraofensiva ítalo-alemana que recapturó la Cirenaica.

## Posguerra
Después de la victoria Aliada en 1943, la Tripolitania y la Cirenaica estuvieron gobernadas por la Administración militar británica de Libia hasta su independencia en 1951, como un reino bajo Muhammad Idris bin Muhammad al-Mahdi as-Senussi (Idris de Libia). La frontera de alambre cayó en el olvido.